# Župnija Deskle

Župnija Deskle je rimskokatoliška teritorialna župnija dekanije Nova Gorica v škofiji Koper.

## Sakralni objekti
- - župnijska cerkev
- - podružnica

Od 1. januarja 2018  :
- - podružnica